# Acali-Experiment
Das Acali-Experiment war ein Gruppenexperiment des mexikanischen Anthropologen Santiago Genovés, das im Mai 1973 durchgeführt wurde und 101 Tage dauerte. Genovés ließ sich mit 10 weiteren Personen auf einem speziell für diese Mission gebauten Floß über den Atlantik treiben. Die von Genovés als „Friedensmission“ bezeichnete Aktion sollte dazu dienen, zwischenmenschliche Beziehungen unter den Bedingungen von begrenztem Raum, sozialer Isolation und Gefahren zu untersuchen. Das Experiment wurde von einer mexikanischen Fernsehgesellschaft mitfinanziert und in der Presse weltweit als „Sexfloß“ bezeichnet.

## Initiator
Santiago Genovés Tarazaga (* 31. Dezember 1923; † 5. September 2013) war ein spanisch-mexikanischer Anthropologe und Sozialforscher, der an der Nationalen Autonomen Universität von Mexiko beschäftigt war. Er studierte menschliche Gewalt mit dem ehrgeizigen Ziel, einen Weg zum Weltfrieden zu finden.
Der Gedanke zu dem Projekt kam ihm im November 1972, als er auf dem Rückweg von einer Fachtagung in einem Flugzeug saß, das von Terroristen entführt wurde. Die Entführung der Maschine konnte auf Kuba beendet werden, alle Passagiere kamen mit dem Schrecken davon. Sein Erlebnis als Passagier brachte Genovés auf die Idee, eine ähnlich gefährliche, isolierte Situation künstlich herbeizuführen, um daran menschliches Verhalten unter extremen Bedingungen zu erforschen. Ein Floß auf dem offenen Meer schien ihm als „Versuchslabor“ ideal geeignet, denn wenige Jahre zuvor hatte Genovés an Thor Heyerdahls Ra-Expeditionen teilgenommen. Heyerdahl und seine Mannschaft waren dabei mit Flößen aus Schilf, wie sie im alten Ägypten verwendet wurden, über den Atlantik getrieben.

## Das Floß Acali
Genovés gab ein modernes Segelfloß aus Stahl, Holz und Glasfaser in Auftrag, das nach seinen Vorgaben von José Antonio Mandri und Colin Mudie entworfen und in Newcastle gebaut wurde. Es war zwölf Meter lang und sieben Meter breit. Die Kajüte – ein einziger Raum, in dem alle Teilnehmer schliefen – maß vier mal vier Meter und war nur brusthoch. Zwar hatte das Floß ein Segel und ein Ruder, welches die Möglichkeit bot, einen bestimmten Kurs zu halten, manövrieren konnte es jedoch nicht. Der Name Acali soll aus der Nahuatl-Sprache stammen und „das Haus auf dem Wasser“ bedeuten.
Um Konflikte an Bord zu provozieren, minimierte Genovés die Möglichkeiten zur Privatsphäre. Wer auf die Toilette wollte, musste sich vor den Augen der anderen auf einen offen einsehbaren Abtritt über den Wellen setzen. In der Kabine schliefen alle nebeneinander, und an Deck waren auch nachts mindestens zwei Leute im Dienst; einer hielt Ausschau und der andere steuerte. Lektüre oder Spiele waren verboten, nur eine Gitarre durfte mit an Bord genommen werden.

## Teilnehmerinnen und Teilnehmer
Im Frühjahr 1973 erschien in den Zeitungen mehrerer Ländern eine Kleinanzeige: „Leiter einer Atlantik-Expedition per Floß sucht Freiwillige, Mann oder Frau, für die Dauer von drei Monaten. Alter 25 bis 40, wenn möglich verheiratet, aber allein teilnehmend. Ausführlicher Lebenslauf erbeten. Vertraulichkeit wird zugesichert.“ Daraufhin meldeten sich hunderte von Bewerberinnen und Bewerbern, die an dem Experiment teilnehmen wollten.
Die Annonce war Teil des Experiments, Genovés wollten sehen, wer sich bewerben würde. Seine tatsächliche Besatzung hatte er zu diesem Zeitpunkt längst ausgewählt und persönlich rekrutiert. Kern der Versuchsanordnung war eine – im Verhältnis zu den Männern – größere Anzahl an Frauen, die attraktiv und im gebärfähigen Alter sein mussten. Genovés begründete diese Wahl mit Beobachtungen, die er an Primaten gemacht hatte. Er hatte festgestellt, dass die meisten Konflikte durch den Streit der Männchen um ovulierende Weibchen entstanden, und seine Hypothese lautete, dass bei Menschen ähnliche Effekte zu erwarten seien.
Genovés stellte seine Mannschaft aus Fremden verschiedener Ethnien und Religionen zusammen, um eine Art Mikrokosmos der Welt abzubilden. Zu den sechs Frauen und vier Männern gehörten ein japanischer Fotograf, ein katholischer Priester aus Angola, eine französische Taucherin, eine schwedische Schiffskapitänin, eine Ärztin aus Israel und eine Kellnerin aus Alaska.

### Teilnehmer der Expedition
1. Santiago Genovés (49), Versuchsleiter
2. José María Montero Pérez (34), uruguayischer Anthropologe und ehemaliger Schüler von Genovés
3. Servane Zanotti (32), Französin, verantwortlich für die Durchführung einer Studie über Umweltverschmutzung, Sporttaucherin
4. Charles Anthony (37), zypriotisch-griechischer Gastwirt aus Cambridge
5. Rachida Mazani (23), Algerierin, verantwortlich für die Durchführung einer Studie über Umweltverschmutzung
6. Mary Gidley (36), Amerikanerin mit Navigationskenntnissen
7. Fe Seymour (23), afroamerikanische Ingenieurin, Funkerin
8. Maria Björnstam (30), Schwedin, weltweit erste Frau mit einem Kapitänspatent der Handelsmarine
9. Bernardo Bongo (29), katholischer Priester aus Angola
10. Edna Jonas (32), Tschechoslowakin, Ärztin in Tel Aviv
11. Eisuke Yamaki (29), Japaner, Kameramann

## Verlauf der Expedition
Am 12. Mai 1973 trieb die Acali von Las Palmas, Gran Canaria auf das Meer hinaus in Richtung Karibik, wo sie gerade rechtzeitig zur Hurrikansaison vorbeikommen würde. Genovés wusste, dass sich die Mannschaft der Acali dadurch in Gefahr begab, war aber der Meinung, dass die Wissenschaft dieses Risiko rechtfertigte. Das Ziel der Expedition war Yucatan, Mexiko.
Alle verantwortungsvollen Tätigkeiten an Bord übertrug Genovés Frauen, einerseits, um die zunehmende Gleichberechtigung der Geschlechter widerzuspiegeln, andererseits, um bei den männlichen Teilnehmern Frustrationen und Konflikte zu provozieren. Das Kommando über die Acali erhielt die schwedische Kapitänin Maria Björnstam, die als einzige solide Kenntnisse und Erfahrungen in Navigation besaß. Zur Schiffsärztin bestimmte er Edna Jonas. Sie arbeitete in einem Krankenhaus in Tel Aviv, als ihr ein Kollege von der Expedition erzählte und dass dafür eine Ärztin gesucht würde. Sie war geschieden und hatte zwei Töchter, vier und acht Jahre alt.
Den Schwerpunkt seiner Beobachtungen legte Genovés auf Beziehungen und Sexualität. In seinen Aufzeichnungen, die über 1000 Seiten umfassten, notierte er die Menstruationszyklen der einzelnen Frauen und füllte Tabellen aus, in denen er versuchte, den Anstieg von Aggressionen und sexueller Aktivität mit Mondphasen und Wellenhöhen in Beziehung zu setzen. Während der Fahrt mussten die Teilnehmer 46 verschiedene Fragebögen zu ihrem Sexualverhalten, zu Religion, Aggression und Moral ausfüllen. Sie enthielten provokative Fragen wie: Wem fühlst du dich am nächsten? Wer nervt dich am meisten? Wen willst du vom Schiff loswerden? Außerdem hatte jeder regelmäßig die Aufgabe, einen Baum zu zeichnen.
Zu Beginn der Reise wurden fast alle seekrank, lagen mit Übelkeit in der Kabine oder erbrachen sich regelmäßig auf der Freiluft-Toilette. Doch zu Genovés‘ Enttäuschung gingen sie respektvoll miteinander um und lösten Konflikte friedlich. Sie halfen sich gegenseitig und erledigten ihre Pflichten auf dem Schiff. Es wurde viel gesungen, getanzt, gespielt und gelacht. Zu verstohlenen sexuellen Kontakten kam es zwar auch, aber es entstanden daraus keine Konflikte.
Genovés war unzufrieden und versuchte, durch weitere Fragebögen Aggressionen zu provozieren. Sie enthielten Fragen wie: Was stört dich auf der Acali am meisten? Was magst du an dir und deinen Mannschaftskameraden am liebsten? Am wenigsten? Möchtest du eine neue Platzverteilung in der Kajüte? Wenn ja, neben wem möchtest du liegen? Neben wem nicht? Mit wem würdest du gern schlafen, wenn es keinerlei Hemmungen gäbe? Die Ergebnisse wurden vor der Gruppe vorgelesen.
Insgesamt kam die Expedition deutlich langsamer voran als geplant. Das Floß erlitt zwei Ruderausfälle, der Kompass ging kaputt, und der Funkkontakt wurde mehrmals für längere Zeit unterbrochen. Am 13. Juni brach ein Ruderblatt der Acali. Genovés sprang trotz der vielen Haie ins Meer, um sich den Schaden anzusehen. Wegen seines Barts schloss die Tauchmaske nicht dicht, sodass er die Reparatur auf den nächsten Tag verschieben wollte. Am Morgen danach hatte Servane Zanotti, die eine erfahrene Sporttaucherin war, die Reparatur längst selbst durchgeführt.
Die Rolle, die Genovés an Bord einnahm, war widersprüchlich. Einerseits wollte er nur Beobachter sein, andererseits mischte er sich ein und machte zum Beispiel Teilnehmern Vorwürfe, wenn sie bis in den Tag hinein schliefen oder das von ihm verlangte Tagebuch nicht führten. Der einzige wirkliche Konflikt auf der Acali entwickelte sich schließlich zwischen den Teilnehmern und Genovés selbst. Als sie das Karibische Meer erreichten, wo sich gerade ein Hurrikan zusammenbraute, verlangte Maria Björnstam, dass sie den Kurs ändern und einen sicheren Hafen suchen sollten. Genovés weigerte sich, da dies sein Experiment ruinieren würde, und erklärte sich selbst zum Kapitän. Wenige Tage später steuerte ein riesiges Containerschiff auf das kleine Floß zu, und Genovés geriet in Panik. Per Funk kam kein Kontakt zustande, es drohte die Kollision. Maria Björnstam behielt einen kühlen Kopf und zündete Leuchtraketen, um auf das Floß aufmerksam zu machen. In letzter Minute drehte das Schiff ab, und ohne weitere Diskussion ging das Kommando wieder an Maria Björnstam über.
Frustriert und an Blinddarmentzündung erkrankt zog sich Genovés unter Deck zurück. Er verfiel in Depressionen, die durch Nachrichten im Radio noch verschlimmert wurden. Seine Universität und seine Kollegen distanzierten sich von seinem Experiment und den skandalösen Schlagzeilen über das „Sex-Floß“. Zwei Wochen später lief die Acali in der mexikanischen Hafenstadt Cozumel ein. „Kommandiert von einer drallen schwedischen Blondine, beendete am Montag ein Floss mit einer Gruppe von halbnackten Männern und Frauen in Bikinis, die hundert Tage das 'Gruppen- und Sexualverhalten' studiert hatten, seine 5000-Meilen-Odyssee über den Atlantik.“ So beschrieb die Presseagentur UPI am 20. August 1973 die Ankunft der Acali in Cozumel. Alle Teilnehmer wurden sofort isoliert, in ein Hotel gebracht und von bewaffneten Sicherheitsleuten bewacht. Eine Woche lang mussten sie Tests von Psychiatern, Psychologen und Medizinern über sich ergehen lassen.
Die Resultate dieser Nachuntersuchungen waren eher dürftig. Und auch wenn Genovés anderer Meinung war, galt dies für das ganze Experiment. In seinem Buch deutete er sämtliche Ereignisse an Bord letztlich nur so, wie sie in seine eigene Weltsicht passten. In der Wissenschaft erfuhr Genovés für sein Experiment harte Kritik. Seine Kollegen an der Universität fanden es unstatthaft, dass er die Teilnehmer vor der Reise eine Vereinbarung unterschreiben ließ, die ihn berechtigte, das erarbeitete Material auch dann zu verwerten, wenn es intimen Charakter hatte. In seiner Veröffentlichung benutzte er zwar nicht die richtigen Namen, aber anhand der vielen Fotos waren die Teilnehmer leicht zu erkennen, zumal die richtigen Namen in vielen Zeitungsartikeln auftauchten. Santiago Genovés’ Buch wurde in mehrere Sprachen übersetzt, in Deutschland erschien es 1975 mit dem Titel: Die Arche Acali. Sechs Frauen und fünf Männer vier Monate auf einem Floß über den Atlantik – das größte Gruppenexperiment der modernen Verhaltensforschung.

## Filmische Aufarbeitung
Mehr als 40 Jahre später stieß der schwedische Dokumentarfilmer Marcus Lindeens in dem Buch Mad Science: 100 Amazing Experiments from the History of Science auf ein Kapitel über das Acali-Projekt. Er machte sich auf die Suche nach der Besatzung und stellte fest, dass in der Zwischenzeit einige Mitglieder verstorben waren, darunter auch Genovés. Es gelang ihm jedoch, mit Maria Björnstam Kontakt aufzunehmen, die auf ihrem Dachboden eine Kiste mit Unterlagen der Expedition aufbewahrt hatte. Darin befanden sich Fotos und Baupläne für das Original-Floß sowie ein Notizbuch mit Namen und Aufzeichnungen, das Lindeen auf die Spur der anderen Besatzungsmitglieder brachte.
Nachdem er fünf Frauen und einen Mann ausfindig gemacht und deren Einverständnis zur Teilnahme eingeholt hatte, gab er eine Nachbildung des Floßes aus Sperrholz in Originalgröße in Auftrag. Diese ließ er auf einer Bühne aufstellen und die Protagonisten an Bord gehen. Fe Seymour, Maria Björnstam, Servane Zanotti, Eisuke Yamaki, Mary Gidley, Edna Reves (Jonas) und Rachida Lièvre (Mazani) hatten sich seit dem Anlegen der Acali 1973 in Mexiko nicht mehr gesehen, so dass das Wiedersehen sehr emotional war.
Lindeen kombinierte für den Dokumentarfilm 16-mm-Filme von der Reise und neue Aufnahmen, in denen die überlebenden Besatzungsmitglieder auf der Nachbildung der Acali von ihren Erlebnissen berichteten. Aufzeichnungen von Santiago Genovés wurden von dem Schauspieler Daniel Giménez Cacho als Stimme aus dem Off vorgelesen.
Der Film Flotten/The Raft hatte 2018 beim CPH:DOX Film Festival Premiere und gewann dort den Preis für besten europäischen Dokumentarfilm. Außerdem gewann er 2019 den Prix Europa sowie den Silver Hugo beim Chicago International Film Festival.